# Port autonome de Strasbourg
Cet article concerne le port fluvial de la ville. Pour le quartier de Strasbourg, voir Port du Rhin.
Le port autonome de Strasbourg (PAS) est un port fluvial basant son activité sur le Rhin. Il est le deuxième port fluvial de France après le Port autonome de Paris et le deuxième port rhénan après Duisbourg.
Son statut est celui d'un établissement public à caractère administratif dont la tutelle de l’État est exercée par la Direction générale des infrastructures, des transports et de la mer du Ministère de la Transition écologique et solidaire. Il est cogéré par la ville de Strasbourg qui détient la majorité des sièges du conseil.

## Histoire

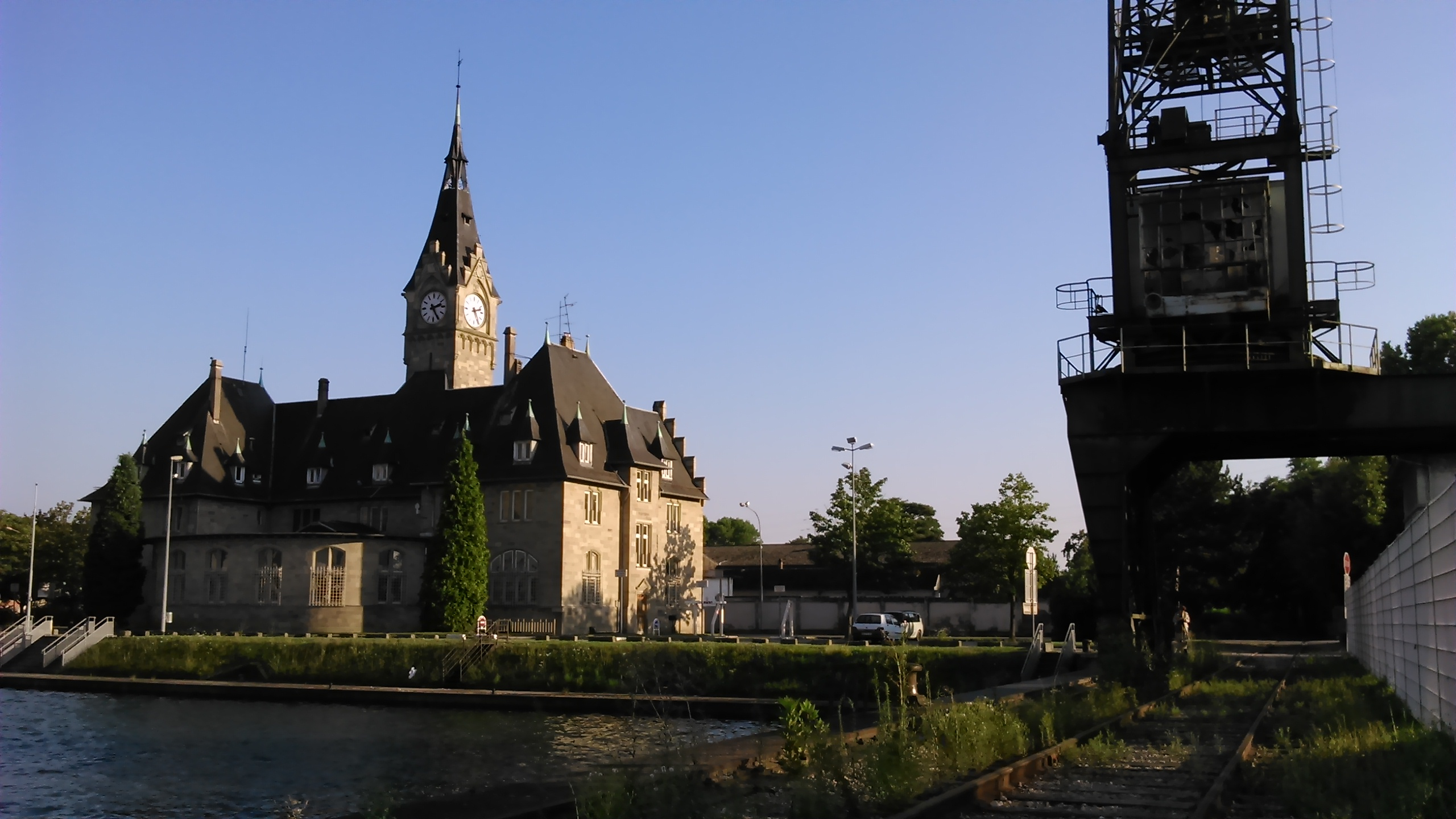
L'ancienne capitainerie du port (1899) et une ancienne grue Paindavoine (environ 1930).

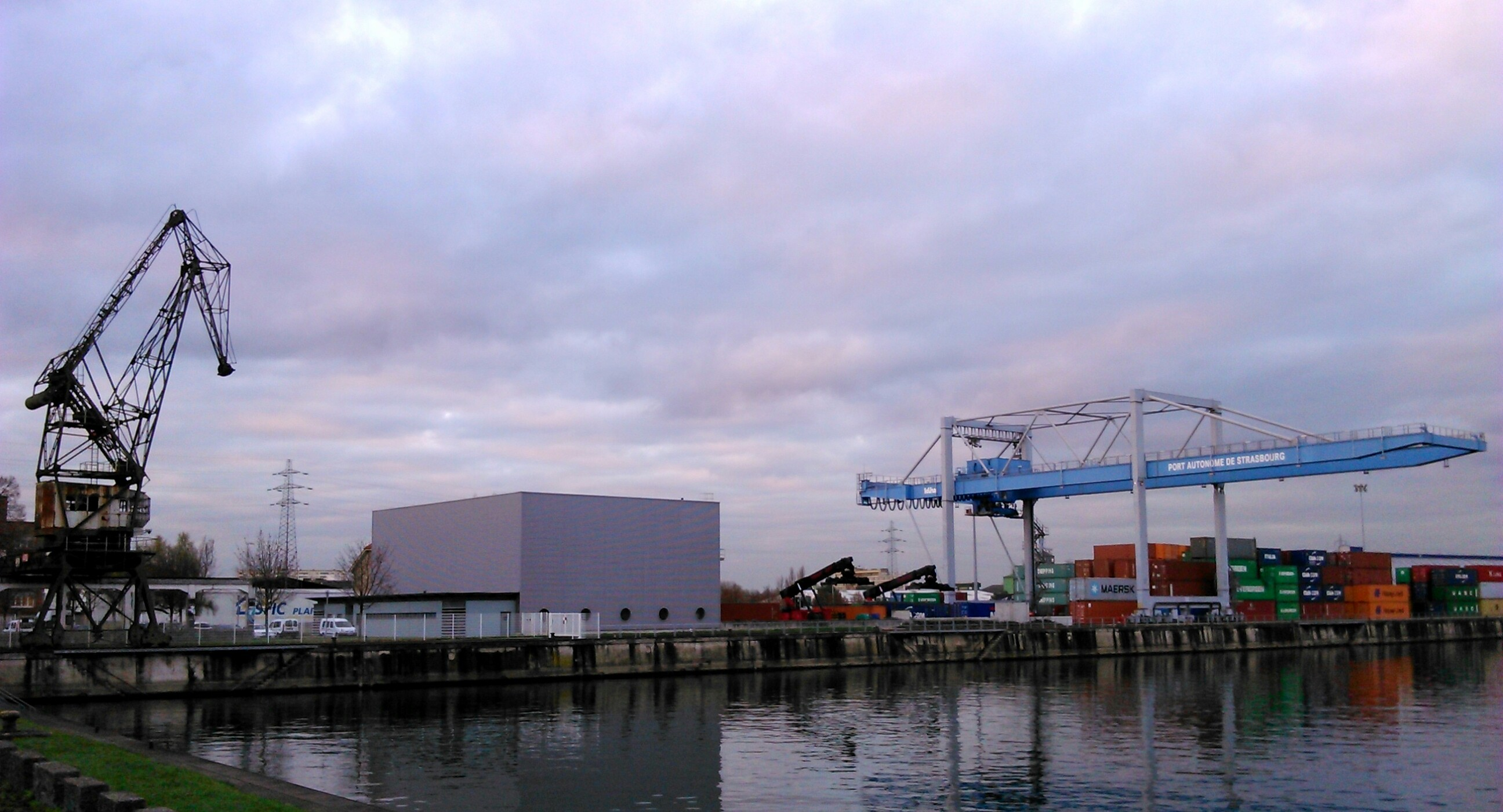
Ancienne grue et nouveau portique au bord du bassin du Commerce.

L'activité portuaire est très ancienne à Strasbourg puisque dès le Moyen Âge les bateliers se regroupent pour former la corporation de l'Ancre en 1331. Jusqu'au XIXe siècle le port de la ville se trouvait au bord de l'Ill près de l'ancienne douane qui est construite en 1358.
Le port se déplace au sud en 1882 lors de la construction du canal de jonction (« Umleitungskanal »), permettant de relier le canal de la Marne au Rhin et le canal du Rhône au Rhin, et du port de la porte de l'Hôpital. Dix ans plus tard, en 1892, il se déplace un peu plus à l'est avec la construction du port de la porte des Bouchers (« Metzgertorhafen ») qui deviendra le port du bassin d'Austerlitz en 1918.
Le port s'installe à son emplacement actuel, au bord du Rhin à l'est de la ville, entre 1899 et 1901 après la construction de la capitainerie et des bassins du Commerce et de l'Industrie.
Le trafic du port de Strasbourg passe de 300 000 tonnes en 1896 à 635 000 tonnes en 1910 et 1,2 million de tonnes en 1914. Charbon, bois, produits métallurgiques et farines constituent l'essentiel du trafic.

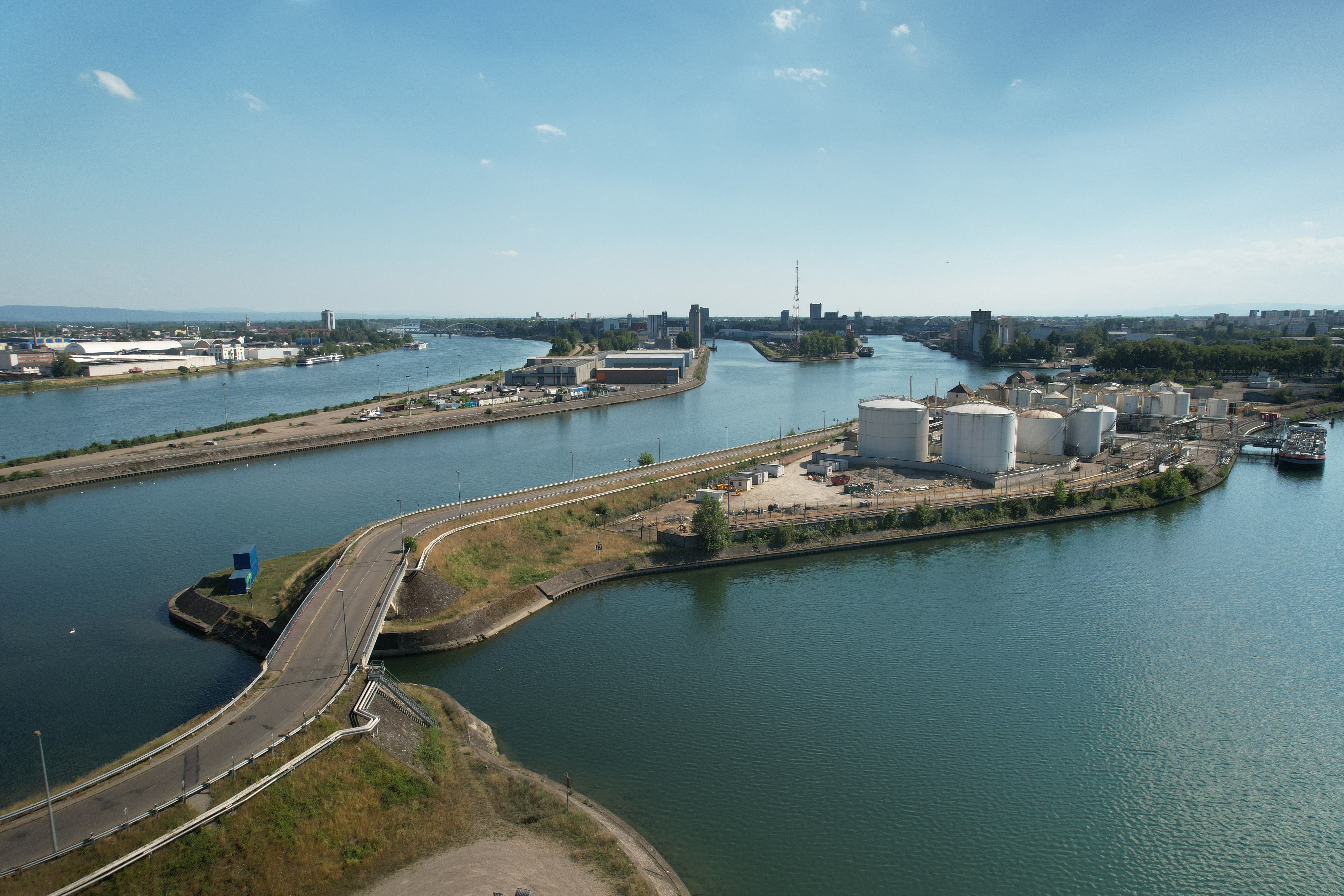
Bassins nord du port autonome de Strasbourg.

Le 20 mai 1923, le maire de Strasbourg Jacques Peirotes signe une convention avec l'État qui transforme le port municipal en port autonome.
Le port autonome de Strasbourg est soumis à un régime différent de celui des autres ports autonomes (eux soumis à une loi du 29 juin 1965). Il a été créé par une loi du 26 avril 1924, appliquée en 1926, faisant suite à la convention passée entre la ville de Strasbourg et l'État. Le Conseil d’État a souligné la nature particulière de cet « établissement public à caractère administratif ». Son objectif est l'exploitation et l'entretien des installations portuaires mais aussi le développement des activités économiques et le transport multimodal.
Le port aux pétroles est construit à la Robertsau en 1927, il est agrandi en 1963. Les avant-ports nord et sud datent de 1935. Enfin l'aménagement de la zone portuaire sud, aussi appelée extension sud, a débuté dans les années 1950. Le trafic du port a dépassé les 6 millions de tonnes pour la première fois en 1955.
Une médaille a été éditée en 1951 pour le 25e anniversaire du port, œuvre de Henri Dropsy (médaille en bronze, de 59 mm de diamètre, présentant à l’avers une vue sur le bâtiment administratif et au revers une vue aérienne du port).
Un timbre de 30 francs représentant le port de Strasbourg a été émis par la France en 1956, dans la série « Grandes réalisations ». Il était dessiné et gravé par Pierre Gandon.
En 1965, le trafic fluvial du port de Strasbourg est de 10,1 millions de tonnes. Les tonnages importés représentent 1,76 million de tonnes tandis que les tonnages exportés atteignent 8,38 millions de tonnes. Les principales marchandises qui transitent par le port sont les produits pétroliers, les produits métallurgiques, les bois et pâtes à papier, les matériaux de construction, les sables, les tourteaux pour animaux, les engrais et les céréales.
En 1967, il est le  deuxième port rhénan après Duisbourg-Ruhrort et le cinquième port français après Marseille, Le Havre, Dunkerque et Rouen. Le trafic a plus que doublé entre 1962 et 1966 passant de 5 millions à 11,4 millions de tonnes.
Un terminal à conteneurs situé dans la zone portuaire sud est inauguré le 3 septembre 1969 par le ministre de l’Équipement Albin Chalandon.

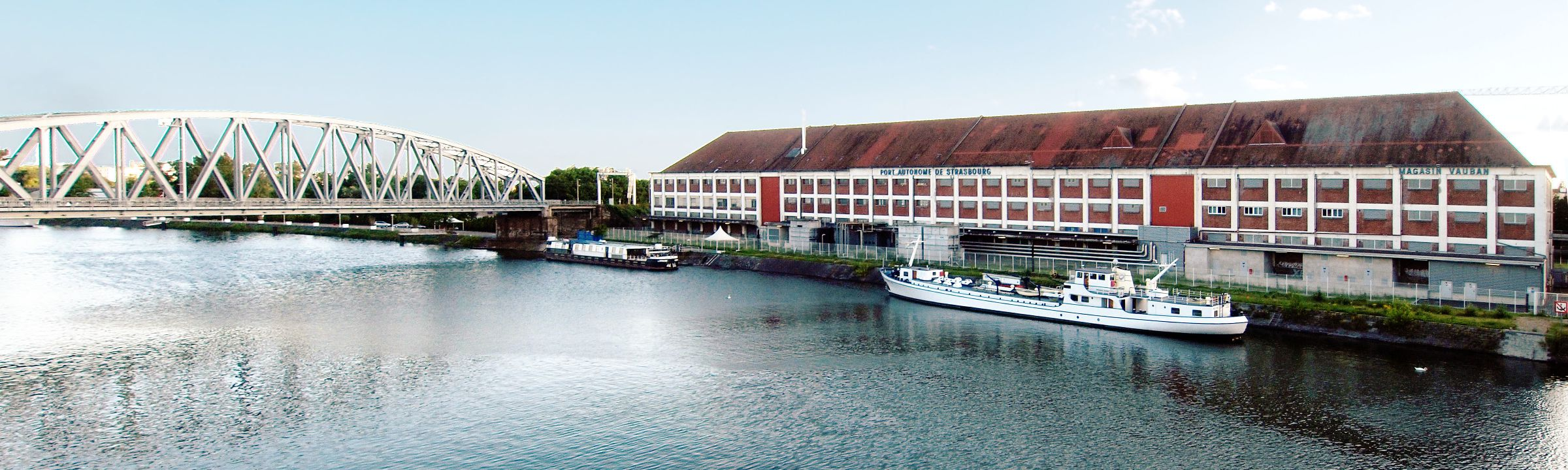
Ancien entrepôt reconverti en centre de données et refroidi à l'eau.

En 1999, LD Com rachète l'ancienne manufacture de tabacs du port de Strasbourg pour en faire un de ses centres de données (ce dernier appartient actuellement à Altice France). Plusieurs centres de données sont situés au sein du port afin d'utiliser des systèmes de refroidissement à l'eau.
Le chiffre d'affaires du port autonome de Strasbourg était de 32,7 millions d'euros en 2013.
En 2014, le trafic fluvial était de 8,025 millions de tonnes de marchandises transbordées, en hausse de 0,9 % par rapport à 2013, dont 1,13 million de tonnes de céréales, 3,148 millions de tonnes de graviers et 1,73 million de tonnes de produits pétroliers. Près d’un millier de bateaux citernes ont transité par le port aux pétroles. Le trafic conteneurs s'établit à 413 564 EVP.
En 2015, le trafic fluvial s'établit à 7,42 millions de tonnes de marchandises transbordées. Cette baisse de 8 % par rapport à l'année 2014 est, en partie, due aux basses eaux sur le Rhin qui ont limité la capacité des bateaux durant quatre mois. Le trafic conteneurs est en hausse de 2,5 % avec 423 834 EVP.
En 2016, le trafic fluvial représente 7,54 millions de tonnes de marchandises. La baisse des volumes de céréales, de bois et des produits pétroliers est compensée par l'augmentation des graviers, des minerais et des déchets métallurgiques. Pour la troisième année consécutive, le trafic touristique de Batorama est en légère baisse avec 715 496 passagers transportés. Le trafic conteneurs enregistre également un léger recul avec 417 048 EVP.
Deux filiales sont créées le 1er janvier 2016 : « Batorama », spécialisée dans les activités touristiques et « Rhine Europe Terminals » chargée de l'exploitation des terminaux conteneurs. Ces deux filiales sont des SAS détenues à 100 % par le port autonome de Strasbourg.
En 2017, le trafic fluvial atteint 7,99 millions de tonnes de marchandises. Le trafic conteneurs est en très légère hausse (+ 1 %) avec 421 155 EVP. Le trafic touristique de Batorama  est également en hausse (+ 8 %) avec 772 852 passagers. Enfin le trafic des bateaux de croisière enregistre une progression de 31 % avec 186 731 passagers pour 1 834 escales.
Pour l'année 2018, le trafic fluvial s'établit à 5,9 millions de tonnes de marchandises soit le plus faible tonnage enregistré depuis un demi-siècle. Ce résultat est dû à un épisode de basses eaux du Rhin qui a notamment empêché la navigation des porte-conteneurs durant deux mois. Le trafic conteneurs est de 360 309 EVP, le trafic touristique de Batorama atteint 776 500 passagers tandis que le trafic des bateaux de croisière est de 222 000 passagers.
Le trafic fluvial revient à 7,6 millions de tonnes pour l'année 2019. Le trafic conteneurs atteint 381 565 EVP. Batorama a transporté 786 000 passagers. Enfin le trafic des bateaux de croisière représente 1 600 escales pour 230 000 passagers.

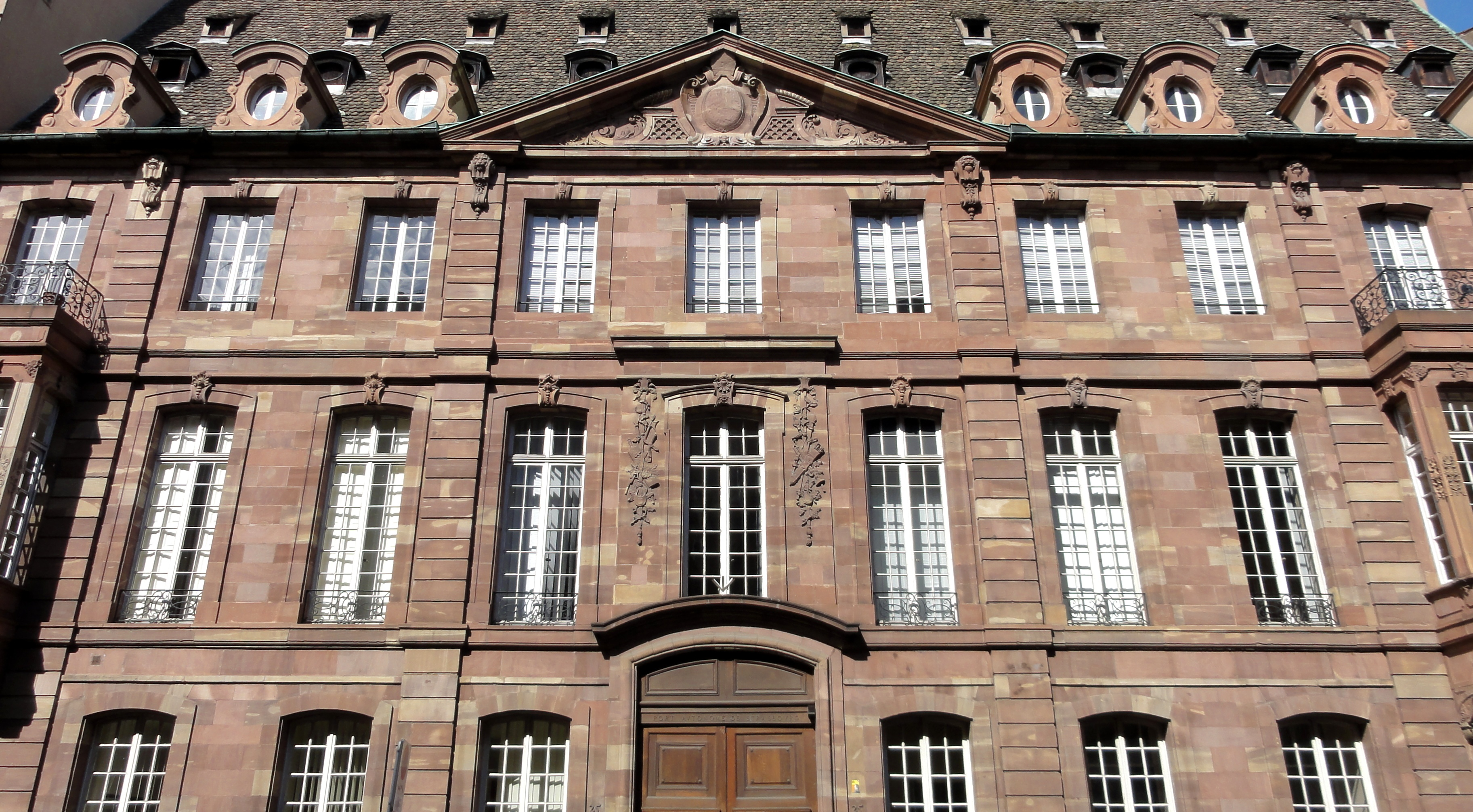
L’ancien siège au centre-ville de Strasbourg.

Durant 95 ans, le siège du port autonome de Strasbourg occupait l'hôtel d'Andlau-Klinglin au n°25 rue de la Nuée-Bleue, près de la place Broglie. Après avoir envisagé une rénovation de celui-ci, le port a finalement décidé de construire un nouveau siège à proximité du terminal conteneurs nord. La première pierre est posée le 15 janvier 2019 en présence de l'architecte Thierry Rey. En avril 2021, le siège du port autonome quitte son site historique de la rue de la Nuée-Bleue au centre-ville pour s’installer dans le nouveau bâtiment situé rue du Port du Rhin.
En 2021, le trafic fluvial est de 6,993 millions de tonnes tandis que le trafic conteneurs représente 374 000 EVP.
Pour l’année 2022, le trafic fluvial atteint 6,37 millions de tonnes. Le trafic conteneurs est de 399 416 EVP.
Les salariés du port autonome de Strasbourg embauchés avant 2015 bénéficient du plus petit régime spécial de retraite de France. Crée en 1873 sous l’Empire allemand et confirmé par la France en 1926, il compte environ 150 cotisants pour 200 retraités en 2020.

## Activités et infrastructures

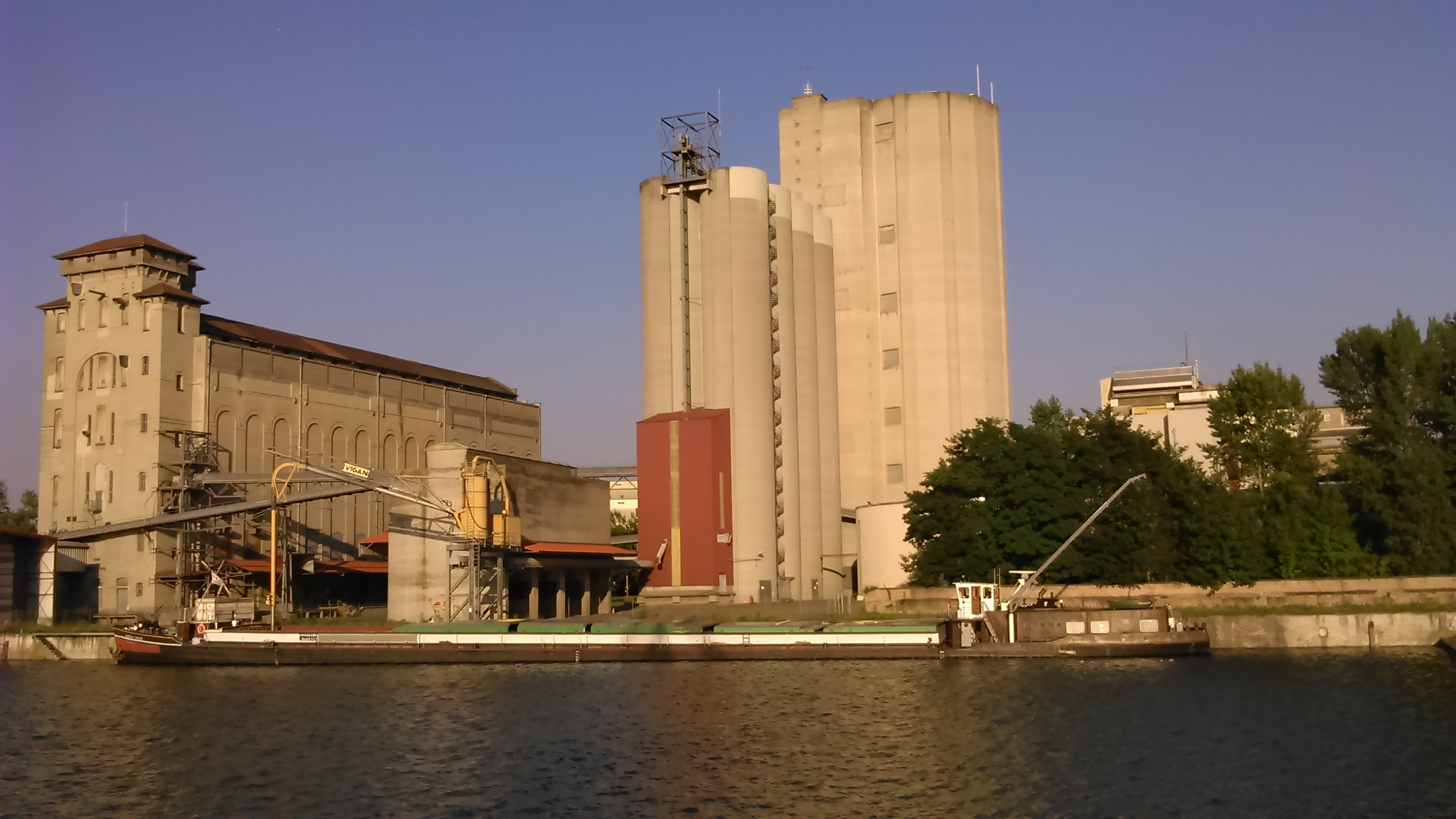
Société des Malteries d'Alsace.

À Strasbourg, le port principal couvre une superficie de 1 060 hectares dont 690 hectares occupés par des entreprises et 200 hectares de bassins.

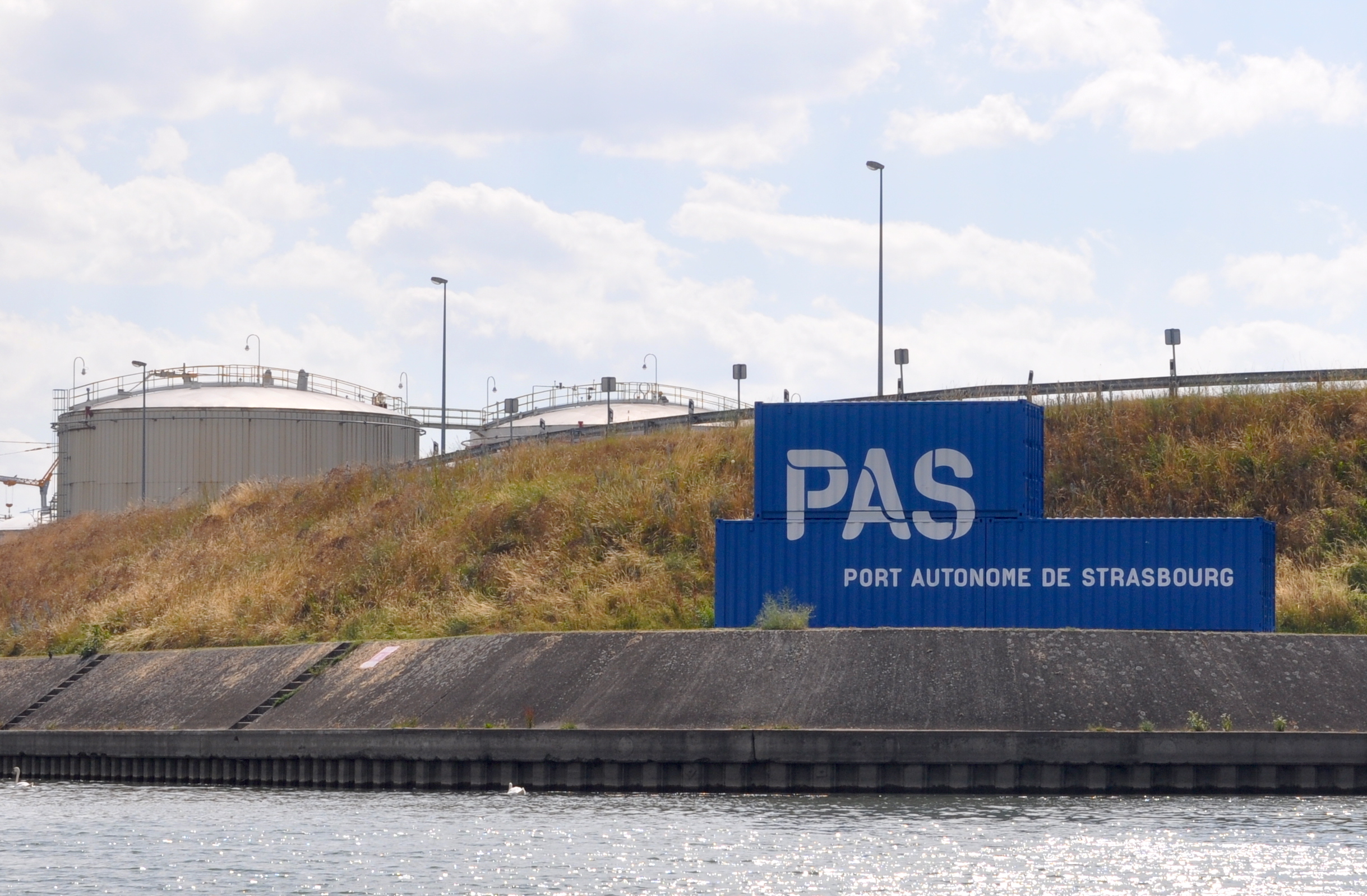
L'entrée nord du port.

Près de 320 entreprises y sont implantées — parmi lesquelles BMW, les cafés Sati, les cafés Reck, Cargill, NLMK, Punch Powerglide, la Société des Malteries d'Alsace — ce qui représente environ 10 000 emplois soit 7 % de l'emploi strasbourgeois. Les principales marchandises acheminées sont les céréales, les produits pétroliers et les graviers. Certaines industries emblématiques comme Coop Alsace et Grands Moulins de Strasbourg ont cependant périclité.
Le port autonome est dirigé par un conseil d’administration composé de 21 membres. Sa présidence est assurée statutairement par un  représentant de la ville de Strasbourg, Anne-Marie Jean depuis juin 2020.
Il est le port d'attache du bateau-pompe Europa 1. Il était aussi le port d'attache de l'Amiral Exelmans du 1er régiment du génie, dernier bateau militaire naviguant sur le Rhin entre 1994 et 2007. L'Amiral Exelmans a été transformé en habitation et est actuellement amarré bassin des Remparts. 

### Conteneurs

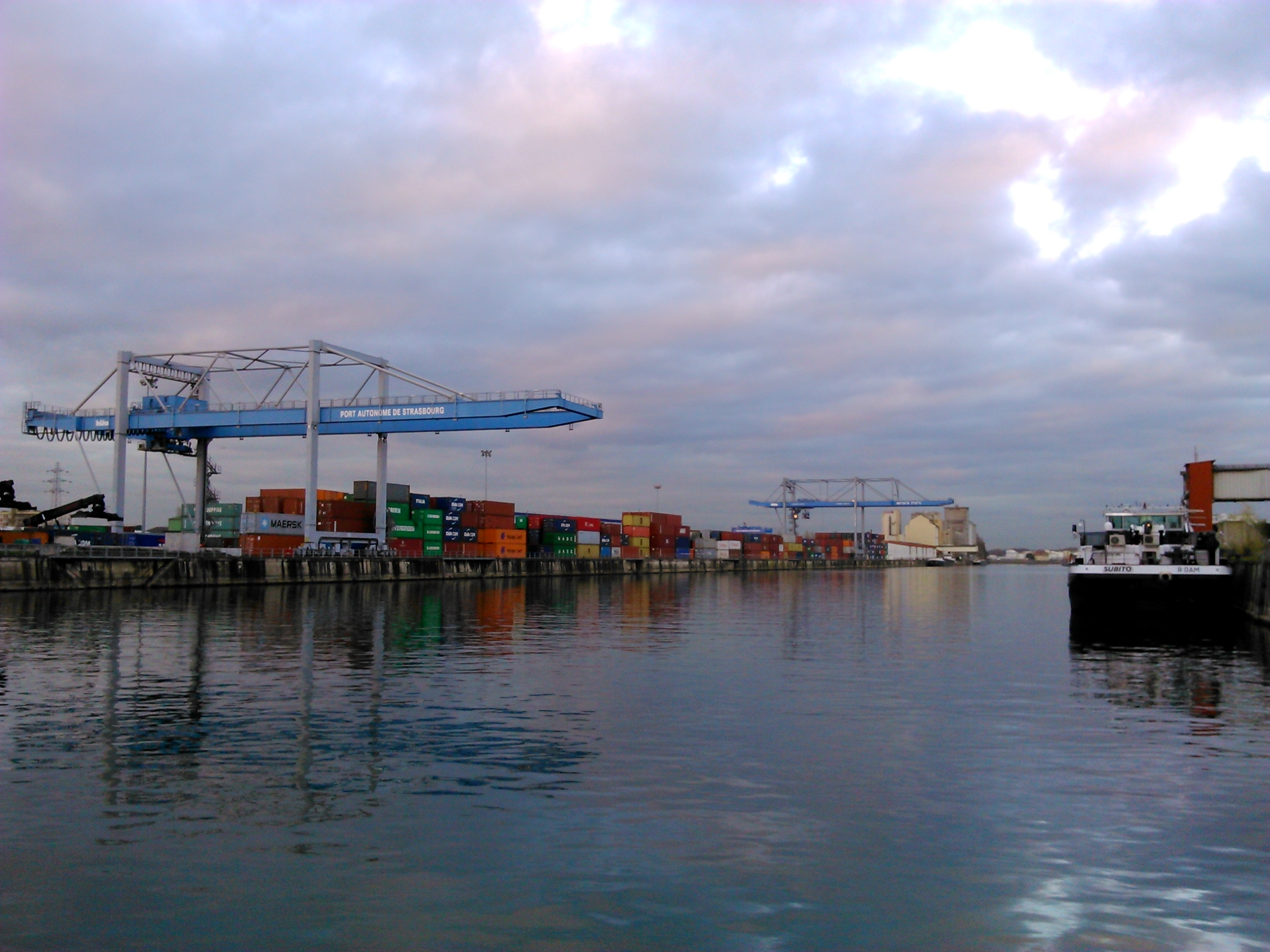
Le terminal conteneurs nord et le bassin du Commerce.

L'une des activités en plein développement est le trafic conteneurs. Le premier terminal conteneurs, aujourd'hui appelé « terminal sud », a été construit en 1969 et équipé d'un second portique en 1998. Face à l'augmentation de l'activité un nouveau terminal, le « terminal nord », a été construit en 2004. Environ 30 millions d'euros ont été investis dans la construction et l'aménagement du terminal nord depuis 2003. Le 11 septembre 2010, un deuxième portique à conteneurs est inauguré sur le terminal nord, en présence des autorités régionales. Avec les deux autres portiques de la zone sud, le port de Strasbourg compte ainsi quatre portiques multimodaux. Un cinquième portique, ferroviaire, est mis en service début 2014 au terminal nord, il est officiellement inauguré le 9 octobre 2014. La capacité de stockage du port est de 10 000 EVP. Des grues automobiles de type « Stacker » sont utilisées pour les manutentions hors portiques.
Le portique de 1969 du terminal sud est aussi équipé d'un pont roulant pour les « colis lourds » jusqu'à 450 tonnes.
En 2014, le port autonome de Strasbourg a réalisé 413 564 manutentions de conteneurs dont 230 027 par la route, 117 478 par voie d'eau et 66 059 par le fer.
Les effectifs de « Rhine Europe Terminals », la filiale du port chargée de l'activité conteneurs, sont de 80 personnes.

### Tourisme

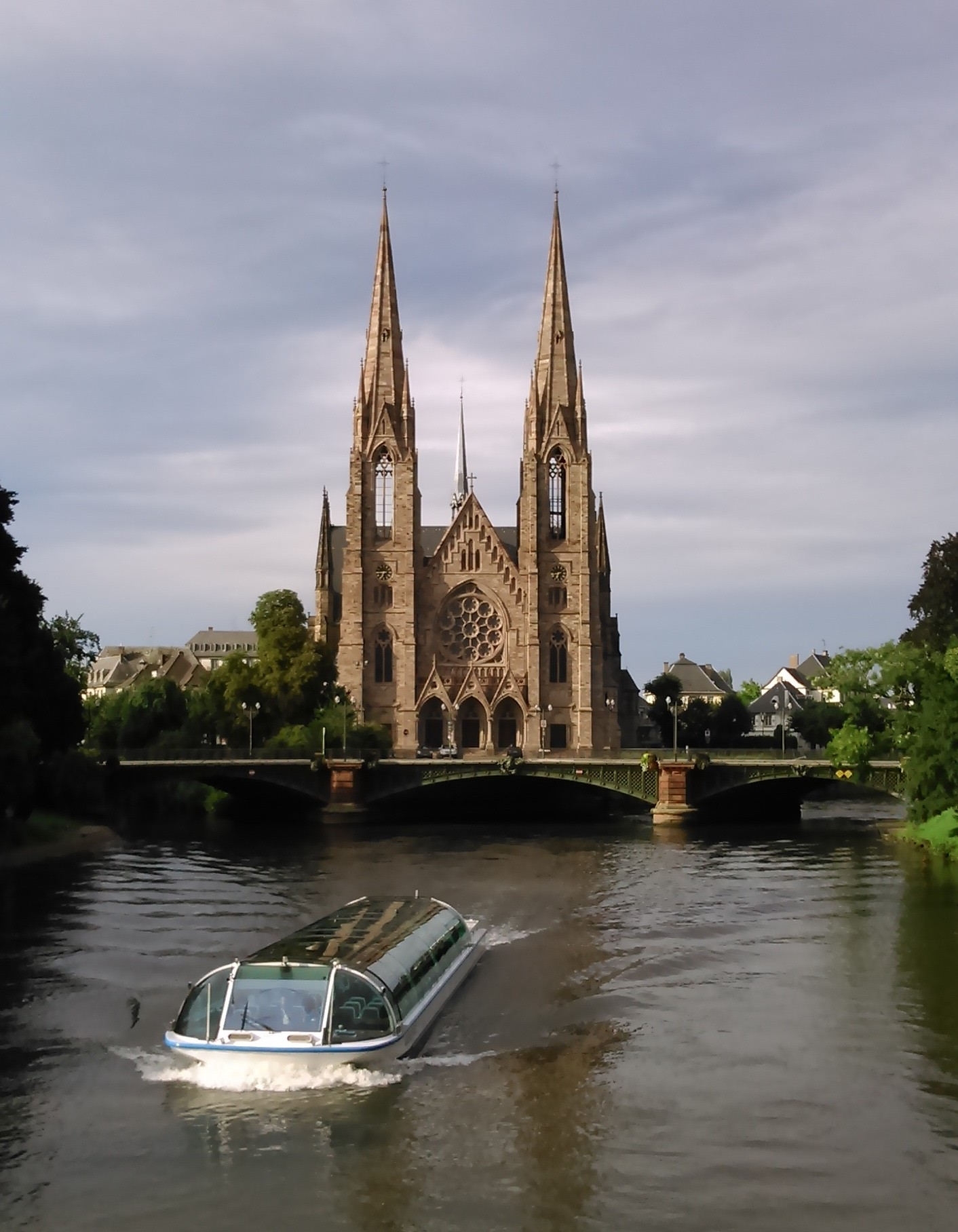
Découverte de Strasbourg en « Batorama ».

Le port autonome de Strasbourg gère le service fluvial touristique « Batorama ». Créé en 1948 et filialisé en 2017, il assurait à ses débuts des visites des installations portuaires. Les premières visites de la ville remontent aux années 1970. Batorama a transporté 794 049 passagers en 2012. En 2018, ce chiffre était de 773 000 passagers ce qui en a fait la première attraction touristique payante d'Alsace et du Grand Est. Une boutique située place de la cathédrale, à côté de l'office de tourisme, ouvre le 4 octobre 2016. Elle remplace le guichet de vente qui se trouvait sur un ancien remorqueur, « Le Marne », amarré à l'embarcadère du palais Rohan.
« Batorama » compte 25 salariés, sa flotte est constituée de onze bateaux et sera prochainement modernisée. Depuis juin 2017 toute la flotte utilise le carburant GTL (Gas to liquid).

### Autres activités

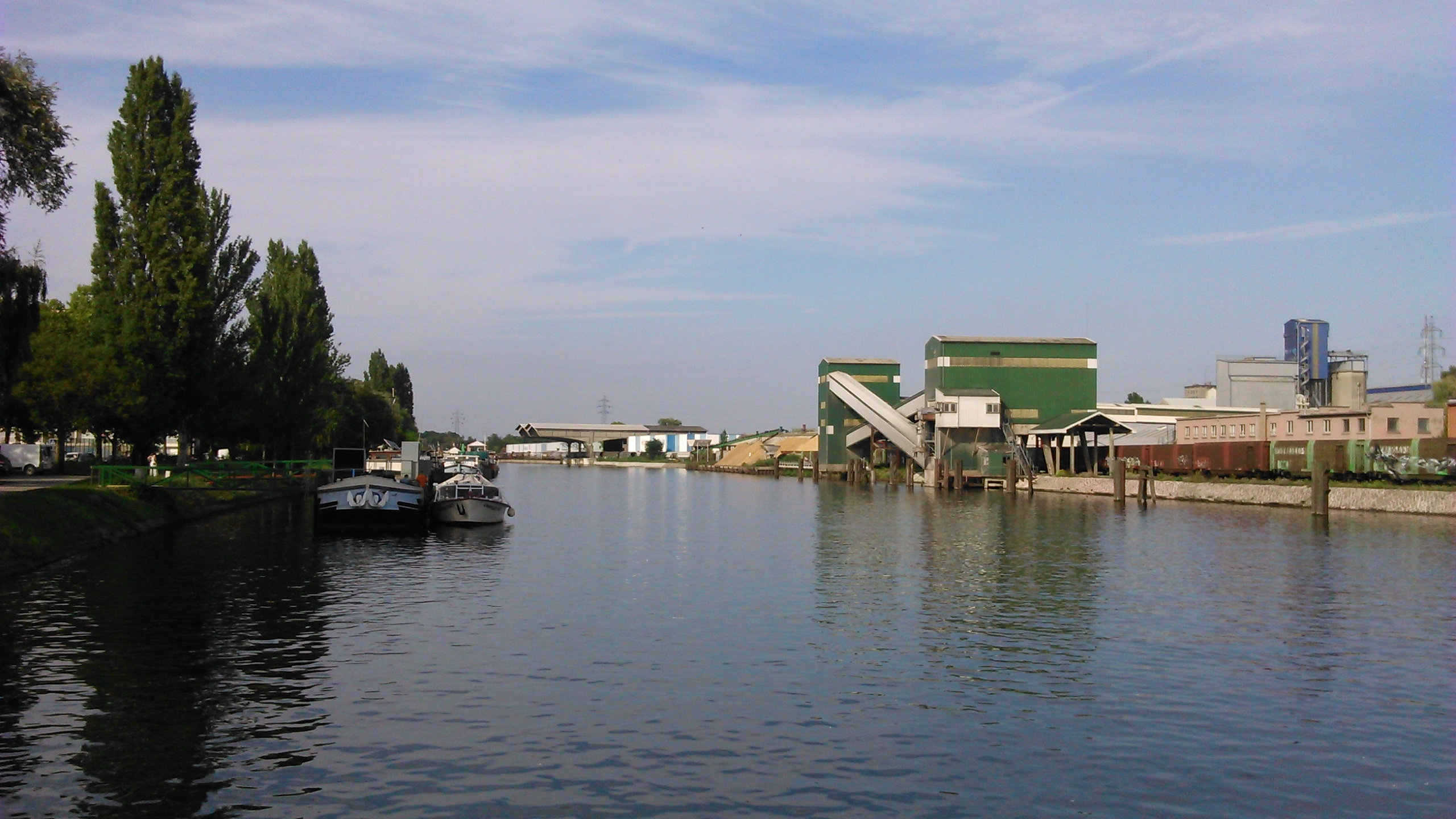
Bassin des Remparts.

Le port autonome de Strasbourg possède également un terminal multi-vrac de 1,6 hectare comportant une grue Liebherr pouvant soulever jusqu'à 24 tonnes et dispose de 650 000 m² d'infrastructures de stockage de marchandises dont 300 000 m² à la plate-forme « Eurofret » dans la zone portuaire sud.
Le trafic routier représente environ 18 millions de tonnes en 2014.

### Réseau ferroviaire

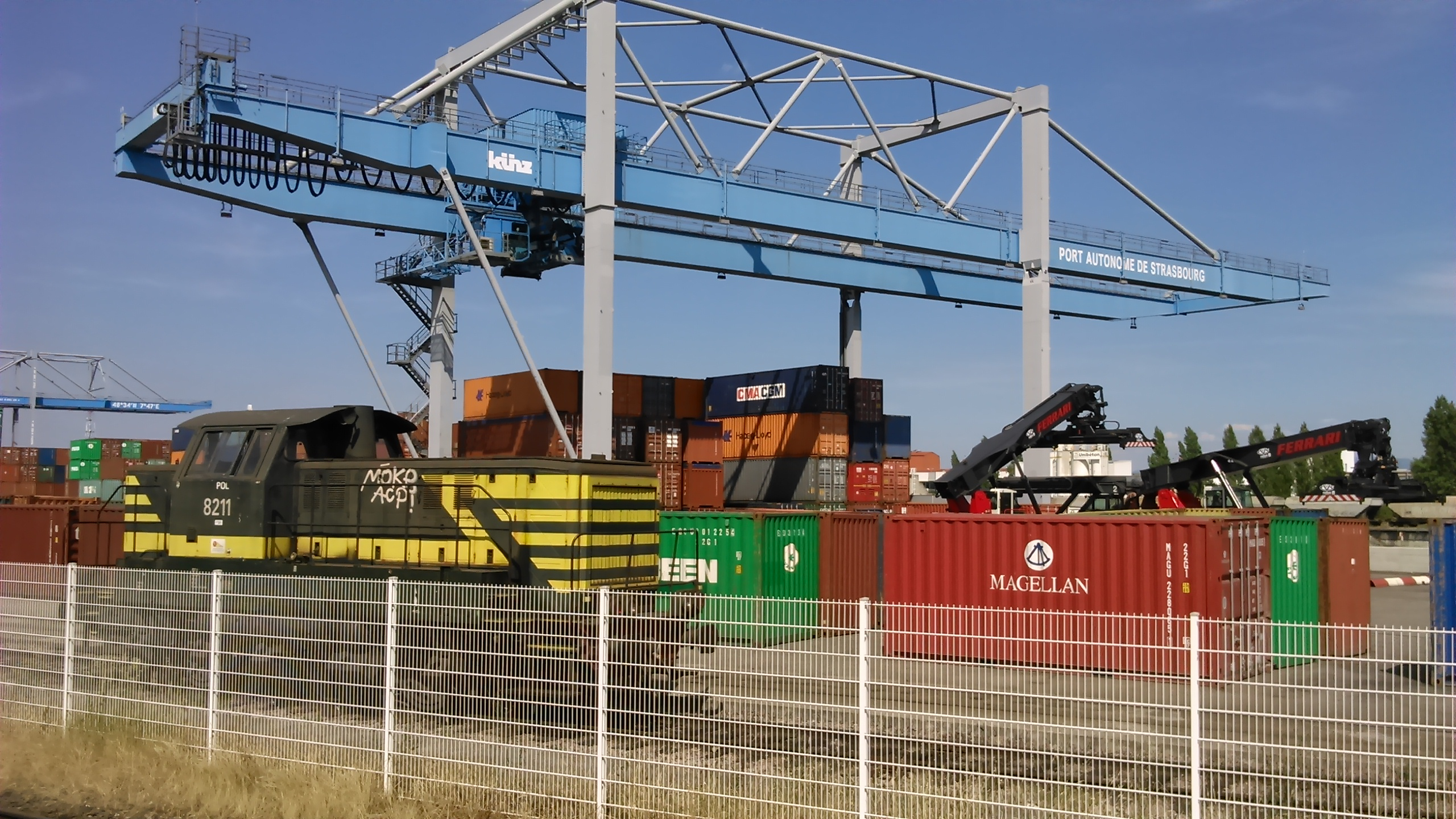
Le terminal conteneurs nord.

Quasiment tous les terrains du port de Strasbourg sont raccordés au réseau ferré, soit un maillage d'une centaine de kilomètres de voies.
Dans le cadre de la loi Grenelle 2, Réseau ferré de France a transféré en 2011 la propriété de plus de 100 kilomètres de voies ferrées au port autonome de Strasbourg. En préalable, le PAS a demandé en 2010 l'évacuation d'anciens wagons abandonnés et stockés sur ses emprises ferroviaires.
La société Naviland Cargo, anciennement CNC Transports, opérateur de transport combiné, a transféré ses activités de la gare de Strasbourg-Cronenbourg au terminal conteneurs nord en 2005.
Plusieurs entreprises ferroviaires opèrent sur le réseau ferré portuaire dont Captrain France, Europorte, Hexafret et Lineas.
La maintenance et la gestion du réseau ferré portuaire étaient déléguées à la SNCF, mais à la suite d'un appel d'offres fin 2012, c'est la société Socorail, une filiale de Getlink, qui remporte ce marché pour cinq ans et reprend cette tâche en janvier 2013,.
Le trafic ferroviaire annuel représente environ 6 500 trains pour un tonnage oscillant entre 1 et 2 millions de tonnes.

## Autres implantations
Le domaine du port autonome de Strasbourg s'étend sur 100 km. Il est composé du port principal de Strasbourg mais aussi de ports annexes à Lauterbourg, Beinheim et Marckolsheim (200 hectares) ainsi que de postes de chargement le long du Rhin à Seltz, Fort-Louis, Dalhunden, Drusenheim, Offendorf, Gerstheim et Rhinau.

### Port de Lauterbourg
Le port annexe de Lauterbourg, situé à 62 km au nord de Strasbourg, est équipé d'un portique « colis lourds » jusqu'à 220 tonnes et d'une grue Paindavoine pouvant soulever jusqu'à 6 tonnes.
En 2013, le port de Lauterbourg a traité 75 « colis lourds », ce chiffre est passé à 103 en 2014.
Un terminal à conteneurs — baptisé « R3flex » pour Rhin, rail et route — est inauguré le 29 juin 2018. Celui-ci doit permettre de décharger les deux terminaux strasbourgeois qui risquent d'arriver à saturation. Le terminal « R3flex » de Lauterbourg dispose d'un portique (haut de 27 mètres et pesant 437 tonnes) pouvant soulever des conteneurs de 40 tonnes et traiter simultanément deux bateaux. Il est également doté de deux voies ferrées de 400 mètres. D'une superficie de 4 hectares, sa capacité annuelle est de 80 000 EVP. Environ 14 millions d'euros ont été investis pour la réalisation de ce terminal.